# Saison 2016-2017 de la LHJMQ
Saison précédente Saison suivante
La saison 2016-2017 est la 48e saison de hockey sur glace de la Ligue de hockey junior majeur du Québec. La saison régulière voit 18 équipes jouer 68 matchs chacune. Les Sea Dogs de Saint-Jean remportent la Coupe du président en battant en finale l'Armada de Blainville-Boisbriand.

## Saison régulière

### Classement
| Clt | Équipe                          | Division  | PJ | V  | D  | N | DP | BP  | BC  | Pts |
| --- | ------------------------------- | --------- | -- | -- | -- | - | -- | --- | --- | --- |
| 1   | Sea Dogs de Saint-Jean          | Maritimes | 68 | 48 | 14 | 5 | 1  | 287 | 180 | 102 |
| 2   | Huskies de Rouyn-Noranda        | Ouest     | 68 | 43 | 18 | 2 | 5  | 272 | 181 | 93  |
| 3   | Cataractes de Shawinigan        | Est       | 68 | 42 | 20 | 4 | 2  | 258 | 184 | 90  |
| 4   | Islanders de Charlottetown      | Maritimes | 68 | 46 | 18 | 4 | 0  | 303 | 214 | 96  |
| 5   | Armada de Blainville-Boisbriand | Ouest     | 68 | 43 | 19 | 4 | 2  | 224 | 171 | 92  |
| 6   | Titan d'Acadie-Bathurst         | Maritimes | 68 | 39 | 23 | 4 | 2  | 284 | 242 | 84  |
| 7   | Screaming Eagles du Cap-Breton  | Maritimes | 68 | 39 | 25 | 2 | 2  | 270 | 230 | 82  |
| 8   | Saguenéens de Chicoutimi        | Est       | 68 | 38 | 25 | 3 | 2  | 206 | 205 | 81  |
| 9   | Tigres de Victoriaville         | Est       | 68 | 35 | 25 | 6 | 2  | 230 | 231 | 78  |
| 10  | Olympiques de Gatineau          | Ouest     | 68 | 33 | 31 | 4 | 0  | 234 | 253 | 70  |
| 11  | Remparts de Québec              | Est       | 68 | 31 | 30 | 4 | 3  | 187 | 237 | 69  |
| 12  | Voltigeurs de Drummondville     | Ouest     | 68 | 28 | 34 | 1 | 5  | 214 | 263 | 62  |
| 13  | Drakkar de Baie-Comeau          | Est       | 68 | 26 | 32 | 6 | 4  | 203 | 230 | 62  |
| 14  | Foreurs de Val-d'Or             | Ouest     | 68 | 28 | 35 | 3 | 2  | 210 | 265 | 61  |
| 15  | Mooseheads d'Halifax            | Maritimes | 68 | 27 | 35 | 3 | 3  | 229 | 259 | 60  |
| 16  | Océanic de Rimouski             | Est       | 68 | 26 | 35 | 6 | 1  | 229 | 255 | 59  |
| 17  | Phœnix de Sherbrooke            | Ouest     | 68 | 26 | 38 | 1 | 3  | 214 | 268 | 56  |
| 18  | Wildcats de Moncton             | Maritimes | 68 | 14 | 51 | 2 | 1  | 170 | 356 | 31  |

- En gras et en italique : champion de la saison régulière
- En gras : champion de division
- En italique : qualifié pour les séries éliminatoires

### Meilleurs pointeurs
| Clt | Joueur                 | Équipe                    | PJ | B  | A  | Pts | Pun |
| --- | ---------------------- | ------------------------- | -- | -- | -- | --- | --- |
| 1   | Vitali Abramov         | Gatineau                  | 66 | 46 | 58 | 104 | 76  |
| 2   | Tyler Boland (en)      | Rimouski                  | 68 | 48 | 55 | 103 | 24  |
| 3   | François Beauchemin    | Val d'Or et Charlottetown | 68 | 45 | 52 | 97  | 76  |
| 4   | Filip Chlapík (en)     | Charlottetown             | 57 | 34 | 57 | 91  | 98  |
| 5   | Christophe Boivin (en) | Acadie-Bathurst           | 68 | 43 | 47 | 90  | 44  |
| 5   | Giovanni Fiore (en)    | Cap-Breton                | 61 | 52 | 38 | 90  | 42  |
| 7   | Alexandre Goulet       | Victoriaville             | 68 | 39 | 50 | 89  | 58  |
| 7   | Matthew Highmore       | Saint-Jean                | 64 | 34 | 55 | 89  | 46  |
| 9   | Maxime Fortier (en)    | Halifax                   | 68 | 32 | 55 | 87  | 20  |
| 10  | Nico Hischier          | Halifax                   | 57 | 38 | 48 | 86  | 24  |

### Meilleurs gardiens
| Clt | Gardien              | Équipe                | PJ | Min   | V  | D  | DP | DF | Bl | Moy  | %Arr |
| --- | -------------------- | --------------------- | -- | ----- | -- | -- | -- | -- | -- | ---- | ---- |
| 1   | Francis Leclerc      | Blainville-Boisbriand | 30 | 1 663 | 15 | 8  | 2  | 2  | 4  | 2,31 | 90,8 |
| 2   | Samuel Montembeault  | Blainville-Boisbriand | 41 | 2 226 | 28 | 9  | 1  | 0  | 6  | 2,40 | 90,7 |
| 3   | Mikhaïl Denisov (en) | Shawinigan            | 52 | 3 009 | 31 | 18 | 1  | 1  | 4  | 2,45 | 90,9 |
| 4   | Callum Booth         | Saint-Jean            | 47 | 2 668 | 31 | 12 | 2  | 1  | 4  | 2,59 | 91,1 |
| 5   | Samuel Harvey (en)   | Rouyn-Noranda         | 43 | 2 499 | 26 | 10 | 1  | 3  | 3  | 2,62 | 90   |

## Séries éliminatoires
Les seize meilleures équipes de la saison régulière participent aux séries, les champions de division étant classés aux trois premières places. La meilleure équipe rencontre la seizième, la deuxième la quinzième et ainsi de suite jusqu'à la huitième qui affronte la neuvième. En quarts de finale et en demi-finales, les matchs sont à nouveau organisés en fonction du classement lors de la saison régulière.
|  | Huitièmes de finale     | Huitièmes de finale             | Huitièmes de finale | Huitièmes de finale             |   |                                 | Quarts de finale | Quarts de finale | Quarts de finale | Quarts de finale |  |  | Demi-finales      | Demi-finales      | Demi-finales      | Demi-finales      |  |  | Finale         | Finale         | Finale         | Finale         |
|  |                         |                                 |                     |                                 |   |                                 |                  |                  |                  |                  |  |  |                   |                   |                   |                   |  |  |                |                |                |                |
|  | du 24 au 29 mars        | du 24 au 29 mars                | du 24 au 29 mars    | du 24 au 29 mars                |   |                                 | du 7 au 12 avril | du 7 au 12 avril | du 7 au 12 avril | du 7 au 12 avril |  |  | du 21 au 30 avril | du 21 au 30 avril | du 21 au 30 avril | du 21 au 30 avril |  |  | du 5 au 10 mai | du 5 au 10 mai | du 5 au 10 mai | du 5 au 10 mai |
|  | 1                       | Sea Dogs de Saint-Jean          | 4                   | 4                               |   |                                 | du 7 au 12 avril | du 7 au 12 avril | du 7 au 12 avril | du 7 au 12 avril |  |  | du 21 au 30 avril | du 21 au 30 avril | du 21 au 30 avril | du 21 au 30 avril |  |  | du 5 au 10 mai | du 5 au 10 mai | du 5 au 10 mai | du 5 au 10 mai |
|  | 1                       | Sea Dogs de Saint-Jean          | 4                   | 4                               |   |                                 | du 7 au 12 avril | du 7 au 12 avril | du 7 au 12 avril | du 7 au 12 avril |  |  | du 21 au 30 avril | du 21 au 30 avril | du 21 au 30 avril | du 21 au 30 avril |  |  | du 5 au 10 mai | du 5 au 10 mai | du 5 au 10 mai | du 5 au 10 mai |
|  | 16                      | Océanic de Rimouski             | 0                   | 0                               |   |                                 | du 7 au 12 avril | du 7 au 12 avril | du 7 au 12 avril | du 7 au 12 avril |  |  | du 21 au 30 avril | du 21 au 30 avril | du 21 au 30 avril | du 21 au 30 avril |  |  | du 5 au 10 mai | du 5 au 10 mai | du 5 au 10 mai | du 5 au 10 mai |
|  | 16                      | Océanic de Rimouski             | 0                   | 0                               | 1 | Sea Dogs de Saint-Jean          | 4                | 4                |                  |                  |  |  | du 21 au 30 avril | du 21 au 30 avril | du 21 au 30 avril | du 21 au 30 avril |  |  | du 5 au 10 mai | du 5 au 10 mai | du 5 au 10 mai | du 5 au 10 mai |
|  | du 24 mars au 3 avril   |                                 |                     |                                 | 1 | Sea Dogs de Saint-Jean          | 4                | 4                |                  |                  |  |  | du 21 au 30 avril | du 21 au 30 avril | du 21 au 30 avril | du 21 au 30 avril |  |  | du 5 au 10 mai | du 5 au 10 mai | du 5 au 10 mai | du 5 au 10 mai |
|  |                         |                                 | 14                  | Foreurs de Val-d'Or             | 0 | 0                               |                  |                  |                  |                  |  |  | du 21 au 30 avril | du 21 au 30 avril | du 21 au 30 avril | du 21 au 30 avril |  |  | du 5 au 10 mai | du 5 au 10 mai | du 5 au 10 mai | du 5 au 10 mai |
|  | 2                       | Huskies de Rouyn-Noranda        | 14                  | Foreurs de Val-d'Or             | 0 | 0                               | 4                | 4                |                  |                  |  |  | du 21 au 30 avril | du 21 au 30 avril | du 21 au 30 avril | du 21 au 30 avril |  |  | du 5 au 10 mai | du 5 au 10 mai | du 5 au 10 mai | du 5 au 10 mai |
|  | 2                       | Huskies de Rouyn-Noranda        | du 7 au 18 avril    |                                 |   |                                 | 4                | 4                |                  |                  |  |  | du 21 au 30 avril | du 21 au 30 avril | du 21 au 30 avril | du 21 au 30 avril |  |  | du 5 au 10 mai | du 5 au 10 mai | du 5 au 10 mai | du 5 au 10 mai |
|  | 15                      | Mooseheads d'Halifax            | 2                   | 2                               |   |                                 |                  |                  |                  |                  |  |  | du 21 au 30 avril | du 21 au 30 avril | du 21 au 30 avril | du 21 au 30 avril |  |  | du 5 au 10 mai | du 5 au 10 mai | du 5 au 10 mai | du 5 au 10 mai |
|  | 15                      | Mooseheads d'Halifax            | 2                   | 2                               | 1 | Sea Dogs de Saint-Jean          | 4                | 4                |                  |                  |  |  |                   |                   |                   |                   |  |  | du 5 au 10 mai | du 5 au 10 mai | du 5 au 10 mai | du 5 au 10 mai |
|  | du 24 mars au 1er avril |                                 |                     |                                 | 1 | Sea Dogs de Saint-Jean          | 4                | 4                |                  |                  |  |  |                   |                   |                   |                   |  |  | du 5 au 10 mai | du 5 au 10 mai | du 5 au 10 mai | du 5 au 10 mai |
|  |                         |                                 | 8                   | Saguenéens de Chicoutimi        | 2 | 2                               |                  |                  |                  |                  |  |  |                   |                   |                   |                   |  |  | du 5 au 10 mai | du 5 au 10 mai | du 5 au 10 mai | du 5 au 10 mai |
|  | 3                       | Cataractes de Shawinigan        | 8                   | Saguenéens de Chicoutimi        | 2 | 2                               | 2                | 2                |                  |                  |  |  |                   |                   |                   |                   |  |  | du 5 au 10 mai | du 5 au 10 mai | du 5 au 10 mai | du 5 au 10 mai |
|  | 3                       | Cataractes de Shawinigan        | du 21 au 29 avril   |                                 |   |                                 | 2                | 2                |                  |                  |  |  |                   |                   |                   |                   |  |  | du 5 au 10 mai | du 5 au 10 mai | du 5 au 10 mai | du 5 au 10 mai |
|  | 14                      | Foreurs de Val-d'Or             | 4                   | 4                               |   |                                 |                  |                  |                  |                  |  |  |                   |                   |                   |                   |  |  | du 5 au 10 mai | du 5 au 10 mai | du 5 au 10 mai | du 5 au 10 mai |
|  | 14                      | Foreurs de Val-d'Or             | 4                   | 4                               | 2 | Huskies de Rouyn-Noranda        | 3                | 3                |                  |                  |  |  |                   |                   |                   |                   |  |  | du 5 au 10 mai | du 5 au 10 mai | du 5 au 10 mai | du 5 au 10 mai |
|  | du 24 au 29 mars        |                                 |                     |                                 | 2 | Huskies de Rouyn-Noranda        | 3                | 3                |                  |                  |  |  |                   |                   |                   |                   |  |  | du 5 au 10 mai | du 5 au 10 mai | du 5 au 10 mai | du 5 au 10 mai |
|  |                         |                                 | 8                   | Saguenéens de Chicoutimi        | 4 | 4                               |                  |                  |                  |                  |  |  |                   |                   |                   |                   |  |  | du 5 au 10 mai | du 5 au 10 mai | du 5 au 10 mai | du 5 au 10 mai |
|  | 4                       | Islanders de Charlottetown      | 8                   | Saguenéens de Chicoutimi        | 4 | 4                               | 4                | 4                |                  |                  |  |  |                   |                   |                   |                   |  |  | du 5 au 10 mai | du 5 au 10 mai | du 5 au 10 mai | du 5 au 10 mai |
|  | 4                       | Islanders de Charlottetown      | du 6 au 13 avril    |                                 |   |                                 | 4                | 4                |                  |                  |  |  |                   |                   |                   |                   |  |  | du 5 au 10 mai | du 5 au 10 mai | du 5 au 10 mai | du 5 au 10 mai |
|  | 13                      | Drakkar de Baie-Comeau          | 0                   | 0                               |   |                                 |                  |                  |                  |                  |  |  |                   |                   |                   |                   |  |  | du 5 au 10 mai | du 5 au 10 mai | du 5 au 10 mai | du 5 au 10 mai |
|  | 13                      | Drakkar de Baie-Comeau          | 0                   | 0                               | 1 | Sea Dogs de Saint-Jean          | 4                | 4                |                  |                  |  |  |                   |                   |                   |                   |  |  |                |                |                |                |
|  | du 23 au 29 mars        |                                 |                     |                                 | 1 | Sea Dogs de Saint-Jean          | 4                | 4                |                  |                  |  |  |                   |                   |                   |                   |  |  |                |                |                |                |
|  |                         |                                 | 5                   | Armada de Blainville-Boisbriand | 0 | 0                               |                  |                  |                  |                  |  |  |                   |                   |                   |                   |  |  |                |                |                |                |
|  | 5                       | Armada de Blainville-Boisbriand | 5                   | Armada de Blainville-Boisbriand | 0 | 0                               | 4                | 4                |                  |                  |  |  |                   |                   |                   |                   |  |  |                |                |                |                |
|  | 5                       | Armada de Blainville-Boisbriand |                     |                                 |   |                                 |                  | 4                |                  |                  |  |  |                   |                   |                   |                   |  |  |                |                |                |                |
|  | 12                      | Voltigeurs de Drummondville     | 0                   | 0                               |   |                                 |                  |                  |                  |                  |  |  |                   |                   |                   |                   |  |  |                |                |                |                |
|  | 12                      | Voltigeurs de Drummondville     | 0                   | 0                               | 4 | Islanders de Charlottetown      | 4                | 4                |                  |                  |  |  |                   |                   |                   |                   |  |  |                |                |                |                |
|  | du 24 au 29 mars        |                                 |                     |                                 | 4 | Islanders de Charlottetown      | 4                | 4                |                  |                  |  |  |                   |                   |                   |                   |  |  |                |                |                |                |
|  |                         |                                 | 7                   | Screaming Eagles du Cap-Breton  | 0 | 0                               |                  |                  |                  |                  |  |  |                   |                   |                   |                   |  |  |                |                |                |                |
|  | 6                       | Titan d'Acadie-Bathurst         | 7                   | Screaming Eagles du Cap-Breton  | 0 | 0                               | 4                | 4                |                  |                  |  |  |                   |                   |                   |                   |  |  |                |                |                |                |
|  | 6                       | Titan d'Acadie-Bathurst         | du 6 au 18 avril    |                                 |   |                                 | 4                | 4                |                  |                  |  |  |                   |                   |                   |                   |  |  |                |                |                |                |
|  | 11                      | Remparts de Québec              | 0                   | 0                               |   |                                 |                  |                  |                  |                  |  |  |                   |                   |                   |                   |  |  |                |                |                |                |
|  | 11                      | Remparts de Québec              | 0                   | 0                               | 4 | Islanders de Charlottetown      | 1                | 1                |                  |                  |  |  |                   |                   |                   |                   |  |  |                |                |                |                |
|  | du 24 mars au 4 avril   |                                 |                     |                                 | 4 | Islanders de Charlottetown      | 1                | 1                |                  |                  |  |  |                   |                   |                   |                   |  |  |                |                |                |                |
|  |                         |                                 | 5                   | Armada de Blainville-Boisbriand | 4 | 4                               |                  |                  |                  |                  |  |  |                   |                   |                   |                   |  |  |                |                |                |                |
|  | 7                       | Screaming Eagles du Cap-Breton  | 5                   | Armada de Blainville-Boisbriand | 4 | 4                               | 4                | 4                |                  |                  |  |  |                   |                   |                   |                   |  |  |                |                |                |                |
|  | 7                       | Screaming Eagles du Cap-Breton  |                     |                                 |   |                                 |                  | 4                |                  |                  |  |  |                   |                   |                   |                   |  |  |                |                |                |                |
|  | 10                      | Olympiques de Gatineau          | 3                   | 3                               |   |                                 |                  |                  |                  |                  |  |  |                   |                   |                   |                   |  |  |                |                |                |                |
|  | 10                      | Olympiques de Gatineau          | 3                   | 3                               | 5 | Armada de Blainville-Boisbriand | 4                | 4                |                  |                  |  |  |                   |                   |                   |                   |  |  |                |                |                |                |
|  | du 24 au 29 mars        |                                 |                     |                                 | 5 | Armada de Blainville-Boisbriand | 4                | 4                |                  |                  |  |  |                   |                   |                   |                   |  |  |                |                |                |                |
|  |                         |                                 | 6                   | Titan d'Acadie-Bathurst         | 3 | 3                               |                  |                  |                  |                  |  |  |                   |                   |                   |                   |  |  |                |                |                |                |
|  | 8                       | Saguenéens de Chicoutimi        | 6                   | Titan d'Acadie-Bathurst         | 3 | 3                               | 4                | 4                |                  |                  |  |  |                   |                   |                   |                   |  |  |                |                |                |                |
|  | 8                       | Saguenéens de Chicoutimi        |                     |                                 |   |                                 |                  | 4                |                  |                  |  |  |                   |                   |                   |                   |  |  |                |                |                |                |
|  | 9                       | Tigres de Victoriaville         | 0                   | 0                               |   |                                 |                  |                  |                  |                  |  |  |                   |                   |                   |                   |  |  |                |                |                |                |
|  | 9                       | Tigres de Victoriaville         | 0                   | 0                               |   |                                 |                  |                  |                  |                  |  |  |                   |                   |                   |                   |  |  |                |                |                |                |
|  |                         |                                 |                     |                                 |   |                                 |                  |                  |                  |                  |  |  |                   |                   |                   |                   |  |  |                |                |                |                |

## Équipes d'étoiles
La ligue sélectionne trois équipes d'étoiles dont une pour les recrues.

### Première équipe
- Gardien de but : Mikhail Denissov, Cataractes de Shawinigan
- Défenseur : Thomas Chabot, Sea Dogs de Saint-Jean
- Défenseur : Samuel Girard, Cataractes de Shawinigan
- Ailier gauche : Giovanni Fiore, Screaming Eagles du Cap-Breton
- Centre : Nicolas Roy, Saguenéens de Chicoutimi
- Ailier droit : Vitali Abramov, Olympiques de Gatineau

### Deuxième équipe
- Gardien de but : Samuel Montembeault, Armada de Blainville-Boisbriand
- Défenseur : Guillaume Brisebois, Islanders de Charlottetown
- Défenseur : Simon Bourque, Sea Dogs de Saint-Jean
- Ailier gauche : Christophe Boivin, Acadie-Bathurst
- Centre : Filip Chlapík, Islanders de Charlottetown
- Ailier droit : Mathieu Joseph, Sea Dogs de Saint-Jean

### Équipes des recrues
- Gardien de but : Alexis Gravel, Mooseheads d'Halifax
- Défenseur : Jared Mcisaac, Mooseheads d'Halifax
- Défenseur : Xavier Bouchard, Drakkar de Baie-Comeau
- Ailier gauche : Anderson Macdonald, Phœnix de Sherbrooke
- Centre : Nico Hischier, Mooseheads d'Halifax
- Ailier droit : Ivan Kossorenkov, Tigres de Victoriaville

## Trophées
Cinq récompenses collectives et dix-neuf individuelles sont décernées.

### Récompenses collectives
- Coupe du président (champions des séries éliminatoires) : Sea Dogs de Saint-Jean
- Trophée Jean-Rougeau (champions de la saison régulière) : Sea Dogs de Saint-Jean
- Trophée Robert-Lebel (meilleure moyenne de buts encaissés) : Armada de Blainville-Boisbriand
- Trophée Luc-Robitaille (meilleure moyenne de buts marqués) : Islanders de Charlottetown
- Trophée Jean-Sawyer (meilleure direction marketing) : Sea Dogs de Saint-Jean

### Récompenses individuelles
- Trophée Jean-Béliveau (meilleur pointeur : Vitali Abramov, Olympiques de Gatineau
- Trophée Jacques-Plante (meilleure moyenne de buts encaissés) : Francis Leclerc, Armada de Blainville-Boisbriand
- Trophée Michel-Bergeron (recrue offensive de l'année) : Nico Hischier, Mooseheads d'Halifax
- Trophée Frank-J.-Selke (joueur le plus gentilhomme) : Hugo Roy, Phœnix de Sherbrooke
- Trophée Michel-Brière (meilleur joueur) : Vitali Abramov, Olympiques de Gatineau
- Trophée Émile-Bouchard (défenseur de l'année) : Thomas Chabot, Sea Dogs de Saint-Jean
- Trophée Guy-Lafleur (meilleur joueur des séries éliminatoires) : Thomas Chabot, Sea Dogs de Saint-Jean
- Trophée Michael-Bossy (meilleur espoir) : Nico Hischier, Mooseheads d'Halifax
- Trophée Raymond-Lagacé (recrue défensive de l'année) : Jared McIsaac, Mooseheads d'Halifax
- Trophée Marcel-Robert (meilleur étudiant) : Antoine Samuel, Drakkar de Baie-Comeau
- Trophée Paul-Dumont (personnalité de l'année) : Thomas Chabot, Sea Dogs de Saint-Jean
- Trophée John-Horman (administrateur de l'année) : Serge Proulx, Saguenéens de Chicoutimi
- Recrue de l'année (meilleure recrue) : Nico Hischier, Mooseheads d'Halifax
- Trophée Ron-Lapointe (meilleur entraîneur) : Danny Flynn, Sea Dogs de Saint-Jean
- Joueur humanitaire de l'année (plus grande implication dans la communauté) : Danick Martel, Armada de Blainville-Boisbriand
- Trophée Kevin-Lowe (meilleur défenseur défensif) : Zachary Lauzon, Huskies de Rouyn-Noranda
- Trophée Guy-Carbonneau (meilleur attaquant défensif) : Nicolas Roy, Saguenéens de Chicoutimi
- Trophée Maurice-Filion (directeur général de l'année) : Joël Bouchard, Armada de Blainville-Boisbriand
- Trophée Denis-Arsenault (conseiller pédagogique de l'année) : Clovis Langlois-Boucher, Phoenix de Sherbrooke